# Jazz Jackrabbit 2
Jazz Jackrabbit 2 je računalna igrica. Proizvela ju je tvrtka Epic Games 1998. godine. Nastavak je serijala igrice Jazz Jackrabbit koja je nastala 1994. godine. Glavni lik u igrici je zec Jazz, a uz njega je i njegov brat Spaz. U verzijama Jazz Jackrabbit 2: The Secret Files i u božićnoj verziji The Christmas Chronicles može se igrati i s njihovom sestrom Lori. Na jednom računalu igricu mogu igrati 1 – 4 igrača, a također ju je moguće igrati i u mrežnoj verziji, s igračima diljem svijeta. Na igrici je 6 instaliranih jezika: engleski, njemački, francuski, talijanski, španjolski i nizozemski, s tim da na raznim mrežnim stranicama postoji još više jezika koji se mogu preuzeti, pa čak ima i programa kojima može svatko prevesti igricu, tako da prevodi izraze s engleskog jezika na svoj jezik. Jazza je nacrtao Nick Stadler krajem 1993. godine. Izvorno je trebao biti astronaut, no ta je tema već bila mnogo puta iskorištena u to vrijeme. Na kraju je Jazz pretvoren u zelenog zeca. Dobio je ime po psu od jednog od stvaratelja igrice Jazz Jackrabbit 2. Spaza je također nacrtao Nick Stadler. Nacrtan je 1994. Izmišljen je da igrica bude što zanimljivija. Iako je izmišljen za Jazz Jackrabbit 2, pojavljuje se također i u Jazz Jackrabbitu 1, u verziji Holiday Hare '95. Lori je nastala zbog istog razloga kao i Spaz, no nju nije izmislio Nick Stadler. Nacrtao ju je Dean Dodrill, animator Jazz Jackrabbita 2. Evu i Devana je također nacrtao Nick Stadler. Eva je lik s kojim se ne može igrati, pojavljuje se samo u DEMO verziji, u razini u kojoj ako vještica pretvori igrača u žabu, igrač mora naći Evu da poljubi njegovog lika i pretvori se opet u zeca. Također se pojavljuje u Capture the Flag (vidi dolje) verziji, gdje stoji pored baze. Devan također nije lik koji se može igrati, on se samo pojavljuje na kraju jedne razine gdje upravlja robotom koji se bori protiv igrača, te na kraju zadnje razine, gdje se također bori protiv igrača. Na toj zadnjoj razini, kada mu se isprazni energija, on se pretvara u zmaja, pa mu se još jednom treba isprazniti energija.

## Tijek radnje u igrici
Kornjača Devan Shell, Jazzov najgori neprijatelj, krade Jazzu prsten kojim je Jazz zaprosio svoju zaručnicu Evu. Zbog toga kralj i kraljica zečeva, Evini roditelji, zatvaraju Jazza u dvorac. Kada Jazz izađe iz zatvora, on putuje kroz prostor i vrijeme da pronađe Devana i vrati svoj prsten, ali i da spriječi Devana da ne iskoristi svoj vremeplov u mijenjanju povijesti Carrotusa, mjesta gdje Jazz živi. Putem ga čekaju brojne prepreke i neprijatelji koje je postavio Devan. Cilj igre je poraziti sve te neprijatelje u raznim razinama, a na kraju i samog Devana Shella. Kada se porazi Devan, slijedi video u kojem se prikazuje ženidba Eve i Jazza, u kojem oboje pristaju na brak, i, kako to obično završava, živjeli su dugo i sretno.

## Nivoi i staze u Jazz Jackrabbitu 2

### Formerly a Prince
- Dungeon Dillema
- Knight Cap
- Tossed Salad
- Carrot Juice
- Weirder Science
- Loose Screws

### Jazz in Time
- Victorian Secret
- Colonial Chaos
- Purple Haze Maze
- Funky Grooveathon
- Beach Bunny Bingo
- Marinated Rabbit

### Flashback
- A Diamondus Forever
- Fourteen Carrot
- Electric Boogaloo
- Voltage Village
- Medieval Kineval
- Hare Scare

### Funky Monkeys
- Thriller Gorilla
- Jungle Jump
- A Cold Day In Heck
- Rabbit Roast
- Burnin Biscuits
- Bad Pitt

## Likovi
- Jazz Jackrabbit – glavni lik igrice, želi vratiti prsten kojim je zaprosio svoju zaručnicu Evu.
- Spaz Jackrabbit – Jazzov brat, pomaže mu u raznim preprekama na putu do prstena.
- Lori Jackrabbit – Jazzova i Spazova sestra, pojavljuje se u verziji 1.24 TSF (The secret files) i u božićnoj verziji.
- Eva Earlong – princeza zečeva i Jazzova zaručnica, u Jazz Jackrabbitu 1 ju otima Devan Shell, a u Jazz Jackrabbitu 2 joj Devan Shell krade prsten.
- Devan Shell – zla kornjača, najveći Jazzov neprijatelj.

### Izgled
- Jazz Jackrabbit – zeleno krzno, plava puška, 2 narančaste znojnice (na lijevoj i desnoj ruci), crveni povez preko čela.
- Spaz Jackrabbit – crveno krzno (žuto na trbuhu te na bradi), zelena puška, plave čizme, 2 plave znojnice (na lijevoj i desnoj ruci).
- Lori Jackrabbit – žuto krzno, plavo-siva puška, ljubičasti grudnjak, ljubičaste gaće.
- Eva Earlong – plavo krzno, duga narančasta kosa, crvena haljina, crvene čizme.
- Devan Shell – zelena koža, oklop (sprijeda žut, straga ljubičast), naočale.

## Uobičajene vrste igara
Ove vrste igara su osnovni dio Jazz Jackrabbita 2, s obzirom na to da se pojavljuju u igrici čim se instalira. Mogu ih igrati jedan ili više igrača. Surađivanje mogu igrati jedan ili više igrača na jednom računalu, utrku mogu igrati više igrača na jednom računalu, a osvoji zastavicu, borbu i lov na blago mogu igrati više igrača na jednom računalu ili preko interneta.

### Surađivanje
Ova vrsta igre je već opisana, trebaju se prelaziti razne razine da se dođe do Devana Shella, a zatim ga poraziti da Jazz može oženiti svoju zaručnicu Evu. Ovu vrstu igre mogu igrati 1-4 igrača.

### Utrka
Ovo je vrsta igre koju mogu igrati 2-4 igrača na jednom računalu. Cilj je prvi prijeći 5 krugova i tako pobijediti.

### Osvoji zastavicu (engl.Capture the Flag, skraćeno:CTF)
U ovoj su vrsti igre 2 područja sa zastavom (crveno i plavo). Cilj je uzeti protivnikovu zastavu i odnijeti je do svog područja, no bod se postiže samo ako je vaša zastava u vašoj bazi. Zanimljivo je da se na stranici www.jazzjackrabbit.net održava svjetsko prvenstvo u CTF-u između država.

### Borba
U ovoj vrsti igre svaki igrač igra za sebe i ubija druge igrače. Igrač koji ima najviše ubojstava kada vrijeme isteče, pobjeđuje.

### Lov na blago
U ovoj vrsti igre treba se skupiti određen broj dijamanata, a kad se skupi, treba se naći pozicija na koju treba doći kako bi pobijedili. Kada se upuca neki igrač, on gubi dijamante, pa ih drugi igrač ih može skupiti.

## Jazz Creation Station
Jazz Creation Station (kraće JCS) je program kojim se mogu uređivati i stvarati razine. Ovime se može napraviti vrlo originalna razina. Zahvaljujući ovom programu nastale su nove vrste igre, poput Hotela, momčadske borbe,Testa itd. JCS također, kao i sama igrica, ima razne prijevode koji se mogu preuzeti s interneta.

## Nove vrste igara
Nove vrste igara su nastale zahvaljujući Jazz Creation Stationu. Nisu ih smislili stvaratelji Jazz Jackrabbita, već obični igrači. Ove su vrste igara neslužbene, pa se pri popisu servera Test prikazuje kao CTF, a Hotel kao borba, s tim da kada se otvori server s hotelom, vrijeme se zaustavlja, tako da igrači ne mogu upucati jedan drugoga. Momčadska borba također je vrsta borbe, a jedina je razlika ta što u klasičnoj borbi svaki igrač igra za sebe, dok se ovdje bore momčadi. Momčadska se borba održava kao CTF, zato što će se time stvoriti dvije momčadi (crvena i plava), samo što se za tu vrstu igre koriste razine bez područja sa zastavicom. Ulična se tuča održava kao borba, a lov na žabe kao bilo kakva vrsta igre. 

### Hotel
Hotel igra nema nikakvog cilja. Tu se pomoću posebnog skupa pločica (tileseta) napravi razina. Taj skup pločica ima pločice koje su nalik zidovima zgrada, namještajima, travi iz vrtova itd. U tim levelima napravljene su razne kuće u koje mogu ulaziti igrači. Osim kuća, u tim se razinama mogu napraviti i banka, trgovina, škola, igralište, bazen... 

### Test
Testovi su vrste igre u kojima igrači pokušavaju prijeći neki poligon u što kraćem vremenu. Program TM je vrlo zastupljen u testovima. Kada neki igrač prijeđe test, TM odmah kaže vrijeme u kojem je test prijeđen i plasman igrača.

### Momčadska borba (engl.Team Battle)
Momčadska borba je borba između 2 tima, uglavnom između klanova. Klanovi su skupovi igrača. Oni se natječu za što bolju poziciju na ljestvici klanova koja se nalazi na stranici www.jazzjackrabbit.net. 

### Ulična tuča (engl.Street Fight)
U uličnoj tuči svaki se igrač bori za sebe, baš kao u borbi, samo što se u uličnoj borbi ne mogu koristiti oružja, već tjelesni napadi (buttstomp, sidekick, upperkick).

### Lov na žabe (engl.Frog Hunt)
Ovdje se koristi posebni program koji pretvori sve igrače u žabe, osim jednog igrača. Taj je igrač lovac i njegov je zadatak naći i ubiti sve ostale igrače.

## Vanjske poveznice
- (engl.) Službena stranica